# داش بلاغی
داش بلاغی یک روستا در ایران است که در شهرستان مشگین‌شهر استان اردبیل واقع شده‌است. داش بلاغی ۲۷ نفر جمعیت دارد.

## جمعیت
این روستا در دهستان نقدی  قرار دارد و براساس سرشماری مرکز آمار ایران در سال ۱۳۸۵، جمعیت آن ۲۷ نفر (۷ خانوار) بوده‌است.